# Luciano Rossi (politico)
Luciano Rossi (Foligno, 25 giugno 1953) è un politico italiano.

## Biografia

### Impegno sportivo
Avviato alla pratica sportiva dal padre Ferdinando Rossi (per lunghi anni presidente per la Regione Umbria del Comitato olimpico nazionale italiano) in diverse discipline sportive tra le quali calcio, pallavolo e ciclismo, ha iniziato a praticare il tiro a volo giovanissimo e già nel 1969, faceva parte della Squadra Azzurra ed ha vinto nello stesso anno la medaglia di bronzo al Campionato del Mondo Juniores. Nel 1973 ha conquistato il titolo europeo individuale ed a squadre Juniores di fossa olimpica. Nel 1985 ha vinto il titolo italiano di fossa olimpica. Per 21 volte componente la Nazionale Azzurra.
Nel iniziato la carriera dirigenziale in qualità di consigliere nazionale della Federazione Italiana Tiro a Volo, carica mantenuta sino alla sua elezione a presidente della Federazione Italiana Tiro a Volo, avvenuta a Bologna il 10 settembre 1993 e riconfermata nelle assemblee elettive del 1996, 2000, 2004, 2008, 2012 e 2016. 
A livello internazionale, nel 1994 è stato eletto vice presidente della FITASC. Nel 1998 viene eletto anche vice presidente della Federazione internazionale sport del tiro (International Shooting Sport Federation - ISSF) e riconfermato per acclamazione nel 2002, nel 2006, nel 2010 e nel 2014.
Nel 2018 si è candidato alla presidenza della Federazione internazionale sport del tiro, ma non è stato eletto per 4 voti. L'incarico è andato all'oligarca russo con passaporto cirpiota Vladimir Lisin, imprenditore del settore dell'acciaio (secondo Forbes uomo più ricco di Russia) e considerato vicinissimo al presidente russo Vladimir Putin. Dopo l'elezione Luciano Rossi ha resono noto di aver ricevuto minacce la notte precedente al voto.
Il 30 novembre 2022 nel corso dell'assemblea della Federazione internazionale sport del tiro, svoltasi a Sharm el-Sheikh, in Egitto, è stato eletto presidente dell'organismo con 136 preferenze, superando il russo-cirpiota Vladimir Lisin, che ha ricevuto 127 voti.
Nel 1995 ha ricevuto dal presidente del CONI Mario Pescante la Stella d’Oro al merito sportivo.

### Impegno politico
Impegnato nell’attività politica in Umbria con Forza Italia, viene nominato coordinatore regionale del partito da Silvio Berlusconi.
Candidato alle elezioni europee del 1999 nella circoscrizione dell'Italia centrale, ottiene 18.000 preferenze senza risultare eletto.
Nel 2000 viene eletto consigliere regionale in Umbria nella VII Legislazione e poi è riconfermato nel 2005 nella VIII Legislazione con 7.051 preferenze, risultando il consigliere più votato della Casa delle Libertà in Umbria; in Regione è stato anche presidente della IV Commissione Consiliare.
Attivo e presente sul fronte dell’associazionismo, del volontariato e della cultura; è commendatore al merito della Repubblica.

#### Elezione a deputato
Nel 2006 viene eletto alla Camera dei Deputati per Forza Italia e ricopre gli incarichi di componente della X Commissione “Attività Produttive, Commercio e Turismo”, con speciale delega di Forza Italia per il commercio nazionale ed estero, e presidente dell’Intergruppo Parlamentare “Amici del Tiro, della Caccia e della Pesca”.
Nel 2008 viene rieletto alla Camera dei Deputati nelle liste de Il Popolo della Libertà, riconfermato alla presidenza dell’Intergruppo Parlamentare “Amici del Tiro, della Caccia e della Pesca”, nominato membro della IV Commissione “Difesa” e della Commissione d’Inchiesta sui Fenomeni della Contraffazione e della Pirateria in Campo Commerciale. È stato anche capogruppo della Commissione Speciale di Inchiesta Anticontraffazione della Camera dei Deputati

#### Elezione a senatore
Nel febbraio 2013 viene eletto al Senato della Repubblica e confermato come componente delle IV Commissione Permanente Difesa. Nell'autunno dello stesso anno lascia il PdL e aderisce al Nuovo Centrodestra di Angelino Alfano. Nel 2017 è nominato componente della Commissione d’Inchiesta sulla Ricostruzione dopo il Terremoto dell’Aquila del 2009. È stato presidente della Commissione Vigilanza e controllo.
Non si ricandida alle elezioni politiche del 2018; dopo aver terminato il mandato parlamentare torna a dedicarsi all'attività di agricoltore.